# Arjan Knipping
Arjan Antonius Knipping (De Heurne, 1º agosto 1994) è un nuotatore olandese, specializzato nei misti.

## Biografia
E' allenato da Geert Janssen e la sua squadra di club è il Philips Sport Vereniging (PSV).
Ai mondiali di Gwangju ha migliorato i primati nazionali dei 200 e 400 metri misti, con i tempi di 2'00"12 e 4'13"46.
Ha rappresentato la Paesi Bassi ai Giochi olimpici estivi di Tokyo 2020, dove ha concluso al trentesimo posto nei 200 metri misti e al diciassettesimo nei 400 metri misti.

## Palmarès
| Anno | Manifestazione  | Sede     | Evento      | Risultato | Prestazione | Note |
| ---- | --------------- | -------- | ----------- | --------- | ----------- | ---- |
| 2018 | Europei         | Glasgow  | 200 m misti | 11º SF    | 2'00"87     |      |
| 2018 | Europei         | Glasgow  | 400 m misti | 14º B     | 4'19"91     |      |
| 2019 | Mondiali        | Gwangju  | 200 m misti | 20º B     | 2'00"12     |      |
| 2019 | Mondiali        | Gwangju  | 400 m misti | 8º        | 4'17"06     |      |
| 2021 | Europei         | Budapest | 200 m misti | 11º SF    | 2'00"46     |      |
| 2021 | Europei         | Budapest | 400 m misti | 10º B     | 4'17"47     |      |
| 2021 | Giochi olimpici | Tokyo    | 200 m misti | 30º B     | 1'59"44     |      |
| 2021 | Giochi olimpici | Tokyo    | 400 m misti | 17º B     | 4'15"83     |      |